# Begonia salaziensis
Begonia salaziensis é uma espécie de planta da família Begoniaceae. nativa das Ilhas Maurício.

## Sinônimos
- Begonia aptera Roxb. [ilegítimo]
- Begonia mascariensis Bojer
- Mezierea salaziensis Gaudich.